# Ted Neeley
Ted Neeley (Ranger, 20 de setembro de 1943) é baterista, cantor, compositor e ator estadunidense. Ted tornou-se conhecido após ter sido o protagonista do filme Jesus Cristo Superstar.
Em 1974, foi indicado/nomeado para o Globo de Ouro na categoria Melhor Ator (comédia ou musical) em cinema.